# Alfred Szmidt
Alfred Szmidt (ur. 8 lutego 1920 w Połtawie, zm. 31 stycznia 2000 w Szwecji) – polski entomolog.

## Życiorys
Studiował na Wydziale Leśnym Uniwersytetu Poznańskiego. od 1948 rozpoczął pracę jako zastępca asystenta, w 1950 uzyskał tytuł zawodowy magistra inżyniera leśnika. Pozostał na uczelni jako pracownik naukowy, pracował jako asystent, starszy asystent, adiunkt, docent, profesor nadzwyczajny oraz profesor zwyczajny. W 1956 uzyskał stopień doktora na Wydziale Leśnym w Szkole Głównej Gospodarstwa Wiejskiego, w 1961 habilitował się tam. W 1971 został profesorem nadzwyczajnym, a w 1976 profesorem zwyczajnym w Akademii Rolniczej w Poznaniu. W latach 1964–1966 był dziekanem, a od 1966 do 1970 prodziekanem Wydziału Leśnego Akademii Rolniczej. W 1970 został dyrektorem Instytutu Ochrony Lasu, od 1981 do 1990 był kierownikiem Katedry Ekologii Leśnej AR w Poznaniu.  

## Praca naukowa
Alfred Szmidt prowadził badania nad chemiczną i biologiczną metodą zwalczania szkodliwych owadów leśnych z zastosowaniem biopreparatów. Opracował i wdrożył praktycznie metody ciągłych ognisk pasożytów i chemicznej kontroli występowania szkodników w koronach drzew leśnych. Zajmował się krzyżowaniem ras entomofagów, obserwacją bionomii i ekologii, oraz masową hodowlą i aklimatyzacją w Polsce drapieżnego pluskwiaka Perillus bioculatus. Dokonał opracowania szkodników drzew szybkorosnących oraz szkodników nasion wybranych drzew leśnych. Dorobek naukowy stanowi 150 publikacji naukowych, w tym podręczniki i skrypty.  

## Nagrody i odznaczenia
- Złoty Krzyż Zasługi (1966);
- Krzyż Kawalerski Orderu Odrodzenia Polski (1973);
- Odznaka tytułu honorowego „Zasłużony Nauczyciel Polskiej Rzeczypospolitej Ludowej” (1976).